# Đuôi cụt hút mật
Đuôi cụt hút mật, tên khoa học Neodrepanis coruscans, là một loài chim trong họ Philepittidae. Chúng là loài đặc hữu ở Madagascar.